# Hrušovany (Chomutov)
Hrušovany é uma comuna checa localizada na região de Ústí nad Labem, distrito de Chomutov.